# Hafnerbach
Hafnerbach osztrák mezőváros Alsó-Ausztria St. Pölten-i járásában. 2024 januárjában 1662 lakosa volt. 

## Elhelyezkedése

Hafnerbach a Sankt Pölten-i járásban

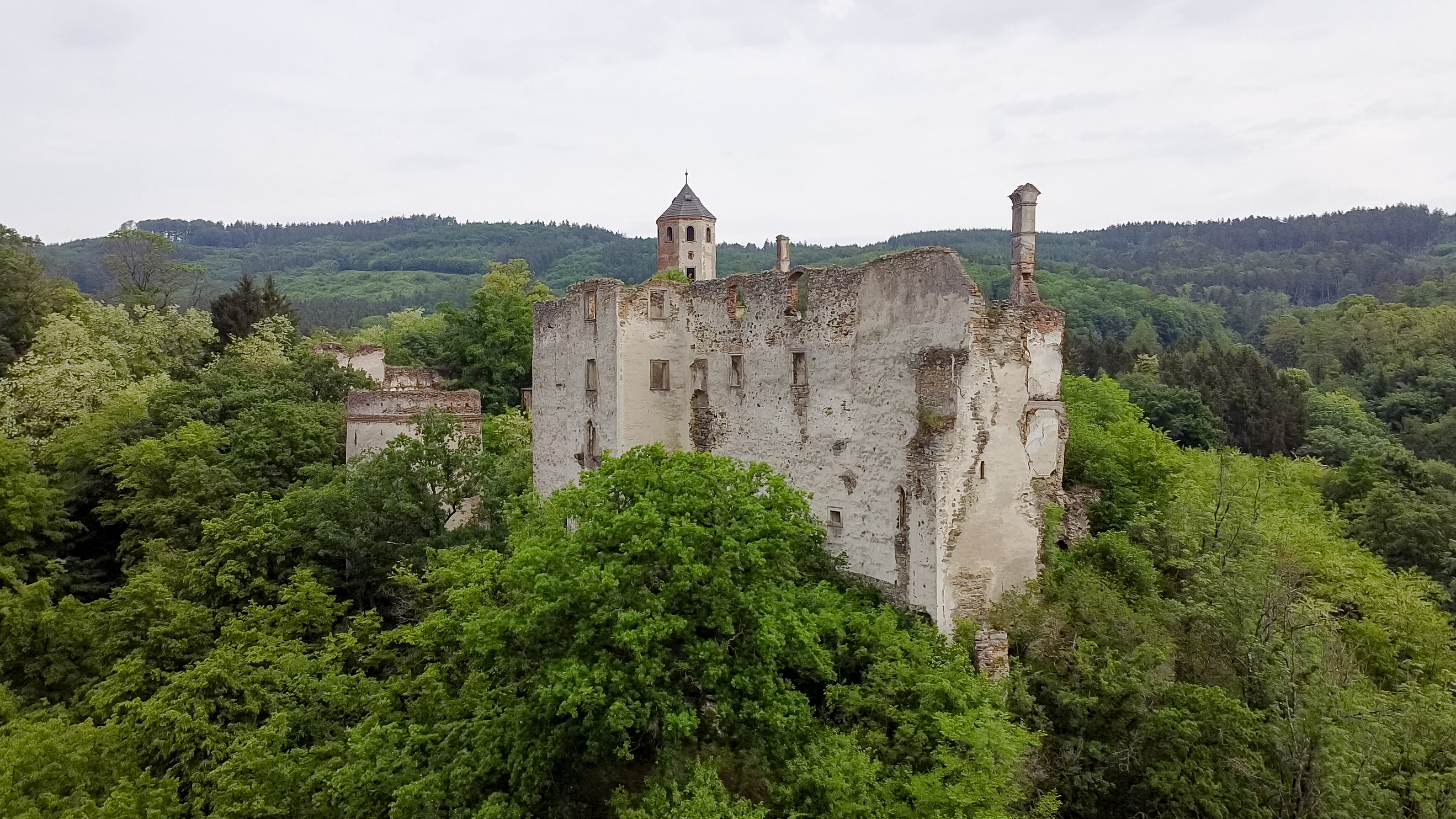
Hohenegg vára

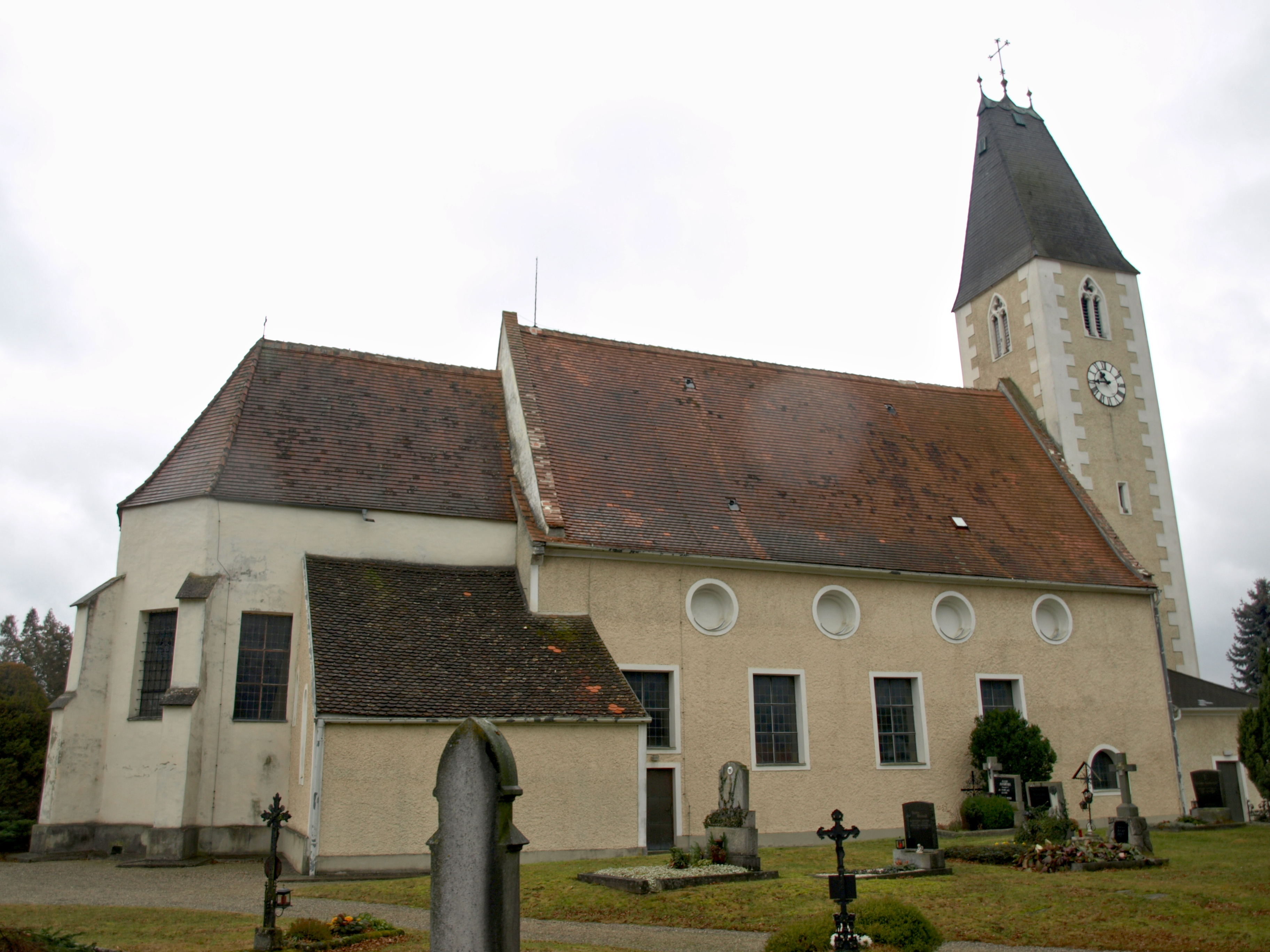
A Szt. Zénó-plébániatemplom

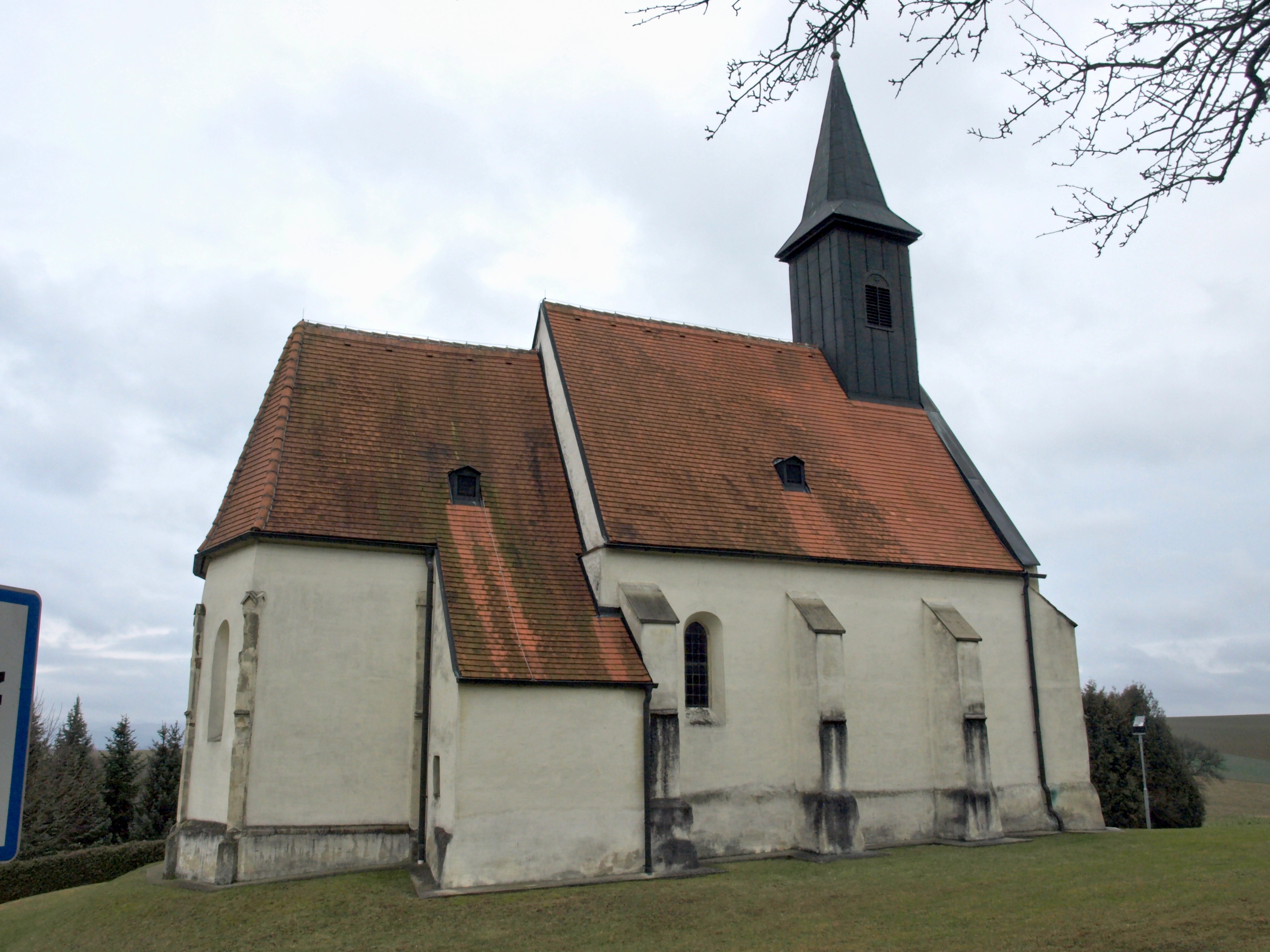
A Szt. Erasmus-templom

Prinzersdorf a tartomány Mostviertel régiójában fekszik a Pielach folyó völgyében. Területének 35,1%-a erdő, 57,1% áll mezőgazdasági művelés alatt. Az önkormányzat 21 települést egyesít: Doppel (21 lakos 2024-ben), Eichberg (76), Hafnerbach (411), Hengstberg (13), Hohenegg (6), Korning (72), Obergraben (23), Oed (1), Pfaffing (67), Pielachhaag (3), Rannersdorf (6), Sasendorf (122), Stein (71), Thal (13), Untergraben (21), Weghof (13), Weinzierl (21), Wimpassing an der Pielach (517), Windschnur (149), Würmling (4) és Zendorf (32).
A környező önkormányzatok: északkeletre Karlstetten, keletre Neidling és Gerersdorf, délkeletre Prinzersdorf, délre Markersdorf-Haindorf, délnyugatra Haunoldstein, északnyugatra Dunkelsteinerwald.

## Története
Hafnerbach térségébe már a 8. században érkeztek bajor telepesek, de a település nevét először csak 1210-ben említik, amikor VI. Lipót herceg megerősítette hogy Friedrich von Hohenburg gróf itteni birtokát az altenburgi kolostornak adományozza. A 13. és 14. században a Hohenegg grófoké volt. 1477-ben Mátyás magyar király hadai elfoglalták Hafnerbachot, 1529-ben (Bécs ostromakor) pedig a törökök fosztották ki. Az 1597-es parasztfelkelés idején 3 ezer paraszt gyűlt össze Sasendorfban, majd egyesültek a többi felkelővel, hogy megostromolják St. Pölten városát. A parasztokat azonban Thurn gróf lovassága rövid csatában szétverte. 
1629-ben Hieronymus és Barbara Montecuccoli szerezte meg a hoheneggi uradalmat. Tőlük 1643-ban örökölte meg Raimondo Montecuccoli, a híres hadvezér, aki átépíttette a várat. Bécs 1683-as ostromakor a törökök ismét feldúlták a falut. Miután a Montecuccoli család 1756-ban Mitterauba költözöttát, Hohenegg lakatlan maradt és állaga gyors hanyatlásnak indult. 1805-ben Napóleon katonái szállták meg a régiót. Az 1866-os porosz háború idején Hafnerbachban katonai kórházat rendeztek be a sebesültek számára.  
A mai önkormányzat 1966-ban jött létre Wimpassing és Sasendorf községek csatlakozásával.

## Lakosság
A hafnerbachi önkormányzat területén 2024 januárjában 1662 fő élt. Lakosságszáma 1981 óta enyhén gyarapodó tendenciát mutat. 2022-ben az ittlakók 93,8%-a volt osztrák állampolgár; a külföldiek közül 0,9% a régi (2004 előtti), 3,1% az új EU-tagállamokból érkezett. 0,5% a volt Jugoszlávia (Horvátország és Szlovénia kivételével) vagy Törökország; 1,6% egyéb ország polgára volt. 2001-ben a lakosok 90%-a római katolikusnak, 1,3% evangélikusnak, 1,8% ortodoxnak, 2% mohamedánnak, 3,8% pedig felekezeten kívülinek vallotta magát. Ugyanekkor egy magyar élt a mezővárosban; a legnagyobb nemzetiségi csoportot a németek (94,9%) mellett a horvátok alkották 1%-kal. 
A népesség változása:

| 2016 | 1 590 |
| 2018 | 1 672 |

## Látnivalók
- Hohenegg várának romjai
- A Szt. Zénó-plébániatemplom
- a sasendorfi Szt Erasmus-templom

## Fordítás
- Ez a szócikk részben vagy egészben  a   Hafnerbach című német Wikipédia-szócikk ezen változatának fordításán alapul.  Az eredeti cikk szerkesztőit annak laptörténete sorolja fel. Ez a jelzés csupán a megfogalmazás eredetét és a szerzői jogokat jelzi, nem szolgál a cikkben szereplő információk forrásmegjelöléseként.